# São Bernardo (Juiz de Fora)
São Bernardo é um bairro situado na zona leste do município brasileiro de Juiz de Fora.

## História
Bernardo de Mascarenhas, um empresário da região,adquiriu dezesseis alqueires de terra na área central de Juiz de Fora, à esquerda do Rio Paraibuna.  Queria construir uma caixa-d'água e casa para colonos que trabalhavam em sua fábrica.
Por ser muito devoto, construiu uma gruta dedicada a São Bernardo. No morro, ali existente, foi construída uma capela em homenagem ao santo quando a estação de rádio ali existente (e instalada por Bernardo Mascarenhas) deixou de existir.
Atualmente, o bairro e o mirante que ali foi formado recebe o nome de São Bernardo!